# 배스 (어류)
배스(bass)는 농어목에 속하거나 또는 농어목 물고기와 비슷하게 생긴 낚싯고기들을 통칭하는 말이다. 사전적으로는 "농어"라는 뜻이지만 낚시꾼이 "배스"라 하면 예를 들어 피콕배스처럼 대충 농어 비슷한 물고기들을 모두 "농어"라고 통칭하는 것으로 엄밀한 과학적 용어가 아니다. 대체로 "배스"라는 영어 낱말은 한국어로 "농어" 또는 "우럭"으로 번역될 수 있다.
민물배스 중 가장 흔한 것은 검정우럭(블랙배스)으로 몸이 크고 길쭉하다. 어릴 때는 황록색에 얼룩 반점이 있고 배는 흰색이다. 하지만 늙으면 반점이 사라지고 몸 빛깔이 짙은 녹색 또는 검은색이 된다. 껍질을 제거하고 먹으면 맛이 매우 뛰어나(?) 서양에서는 고급요리로 분류된다. 바다배스는 민물배스보다 훨씬 커서, 몸길이가 1m 이상 되고 무게도 약 15kg이나 된다. 가장 널리 알려진 종류는 대서양에 사는 줄무늬농어다. 배스들은 주로 미국과 캐나다 남부의 호수와 강에 살며, 대한민국에도 이식되어 널리 분포하고 있다. 육식어종이며 대한민국에서는 고유생물종이 아닌 이유로 민물생태계의 균형을 파괴한다는 문제가 있다.

## 대표 종
배스로 알려져 있는 대표 종은 다음과 같다.
- 호주농어 (Macquaria novemaculeata) - 농어과 (Percichthyidae)
- 검은바다농어 (Centropristis striata) - 바리과 (Serranidae)
- 큰바다농어 (Stereolepis gigas) - 투어바리과 (Polyprionidae)
- 칠레바다농어 (Dissostichus eleginoides) - 남극암치과 (Nototheniidae)
- 유럽바다농어 (Dicentrarchus labrax) - 모로니다이과 (Moronidae)
- 큰입우럭 ( Micropterus salmoides) - 검정우럭과 (Centrarchidae)
- 작은입우럭(Micropterus dolomieui) - 검정우럭과 (Centrarchidae)
- 줄무늬농어(Morone saxatilis) - 모로니다이과 (Moronidae)
- 점박이농어 (Micropterus punctulatus) - 검정우럭과 (Centrarchidae)
- 공작농어 - 시클리드과

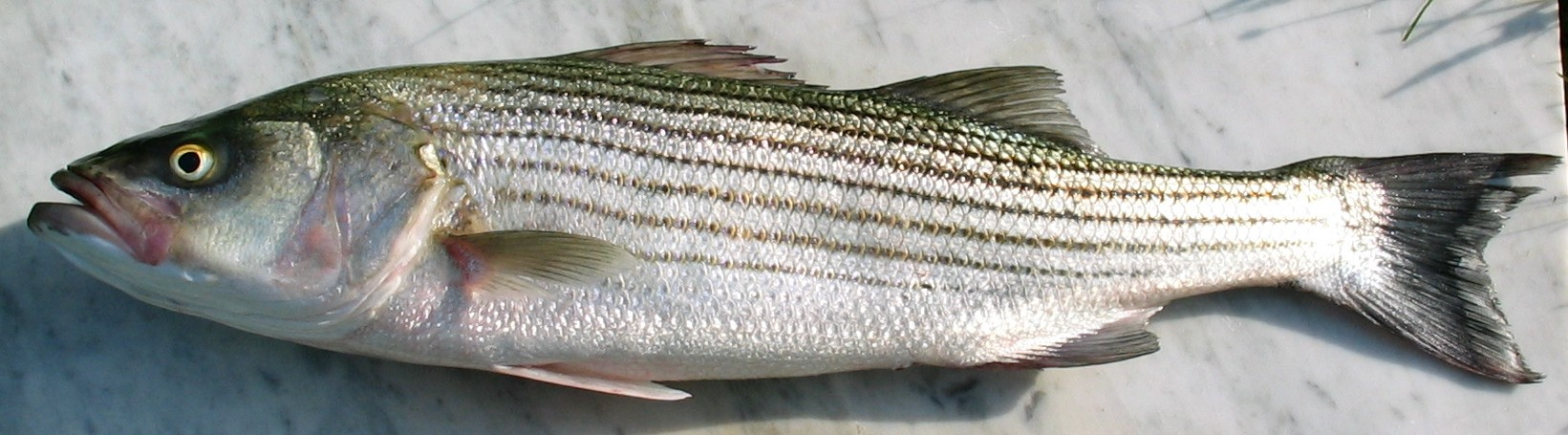
줄농어(Morone saxatilis)
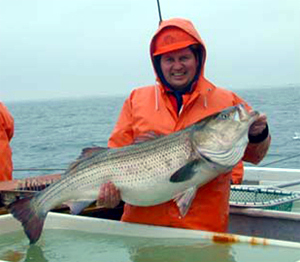
줄무늬농어(Morone saxatilis)

## 참고 문헌
- 이 문서에는 다음커뮤니케이션(현 카카오)에서 GFDL 또는 CC-SA 라이선스로 배포한 글로벌 세계대백과사전의 내용을 기초로 작성된 글이 포함되어 있습니다.